# Угрюмов Сергій Леонідович
Угрю́мов Сергі́й Леоні́дович — полковник Міністерства внутрішніх справ України.
З листопада 1997 по травень 1998 року проходив службу на території Боснії і Герцеговини в місті Мостар — командир інженерно-саперного взводу окремого батальйону.

## Нагороди
21 серпня 2014 року — за особисту мужність і героїзм, виявлені у захисті державного суверенітету та територіальної цілісності України, вірність військовій присязі під час російсько-української війни, відзначений — нагороджений орденом Данила Галицького.